# Artful Dodger (groupe)
Pour les articles homonymes, voir Artful Dodger.
Artful Dodger est un groupe britannique de RnB et de 2-step garage originaire de Southampton.
Le groupe se composait initialement de Mark Hill et de Pete Devereux, mais Devereux a quitté le groupe et Hill a gardé le nom. Depuis, MC Alistair et DJ Dave Low ont repris le groupe.

## Discographie

### Albums
- Rewind (mars 2000)
- It's All About the Stragglers (novembre 2001)

### Singles notables
- Something avec Craig David (1997)
- What You Gonna Do avec Craig David (1998
- Movin' Too Fast avec Romina Johnson (1999)
- Re-Rewind avec Craig David (1999)
- Woman Trouble avec Craig David (2000)
- Movin' Too Fast avec Romina Johnson (2000)
- Woman Trouble avec Robbie Craig et Craig David (2000)
- Please Don't Turn Me On avec Lifford (2000)
- Think About Me avec Michelle Escoffery (2001)
- TwentyFourSeven avec Melanie Blatt (2001)
- Ladies avec General Levy et Roachie (2002